# I min Gud
I min Gud (katalanska: El Senyor é la mera força), är en fransk psalm från kommuniteten i Taizé. Texten är år 1993 hämtad från Psaltaren 130:4-6. Musiken komponerades 1993 av Jacques Berthier vid kommuniteten i Taizé. Texten bygger även på Johannesevangeliet 14:6 och Filipperbrevet 4:13.
I min Gud har jag funnit styrka,
i min Herre har jag allt.
Han har öppnat för mig en väg,
och bytt min ängslan i jubelsång,
och bytt min ängslan i jubelsång.

## Publicerad i
- Sånger från Taizé 1992 (2006) som nummer 24.[2]
- Verbums psalmbokstillägg 2003 som nummer 778 under rubriken "Att leva av tro: Glädje — tacksamhet".[2]
- Psalmer och Sånger 1987 som nummer 834 under rubriken "Att leva av tro: Förtröstan - trygghet".[1]
- Sång i Guds värld Tillägg till Svensk psalmbok för den evangelisk-lutherska kyrkan i Finland 2015 som nummer 907 under rubriken "Tvivel och tillit".
- Ung psalm som nummer 115.[2]
- 2013 års Cecilia-psalmbok som nummer 24.[2]